# Фред Вільямсон
Фредерік Роберт Вільямсон (англ. Frederick Robert Williamson) — американський актор і колишній професійний захисник американського футболу, який грав переважно в американській футбольній лізі протягом 1960-х років. Як актор, Вільямсон відомий за фільмами 1970-х у піджанрі blaxploitation, таких як «Хаммер» (1972), «Людина на ім'я Болт» (1973), «Чорний Цезар» (1973), «Чортівня у Гарлемі» (1973), «Три важкі шляхи» (1974) та інші.

## Раннє життя та освіта
Фред народився у Гері, штат Індіана. Він був найстаршою дитиною в родині зварювача Френа та Лідії Вільямсон. Фред відвідував середню школу Froebel, де займався бігом та грав у футбол. Він закінчив школу у 1956 році. Після закінчення середньої школи Вільямсон поступив у Північно-Західний університет за футбольною стипендією.

### Акторство

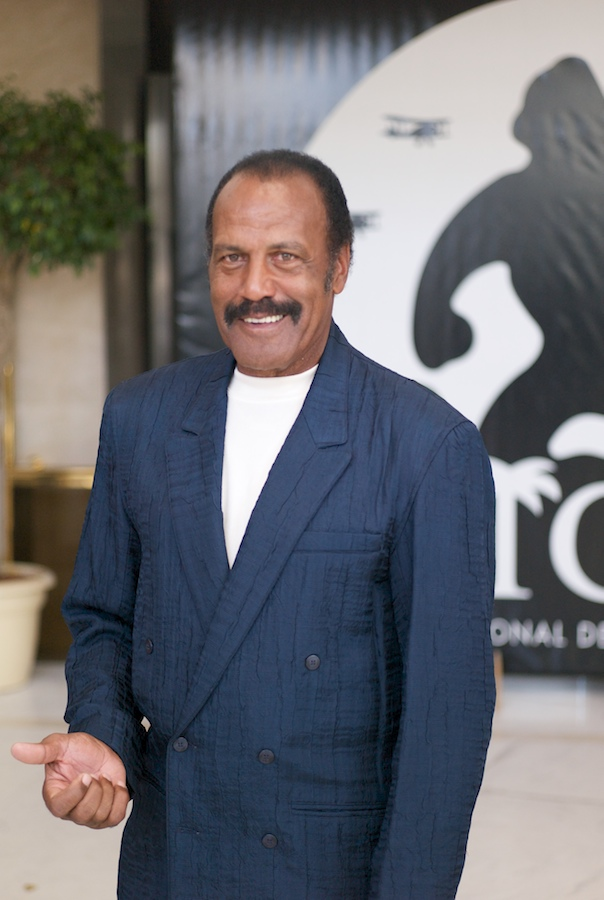
Вільямсон на фестивалі де Сіне де Сітжес, жовтень 2008 року.

Ставши актором, Вільямсон багато знімався з Джимом Брауном у таких фільмах як «Три важки шляхи» (1974),«Проїдься» (1975), «Вниз вниз, два вперед» (1982) та «Справжні гангстери» (1996). У жовтні 1973 року Вільямсон позував оголеним для журналу Playgirl. У 1969 році, Фред знявся в оригінальному Star Trek в епізоді «The Cloud Minders».
Без Джима Брауна, Вільямсон продовжув зніматись у blaxploitation та військових фільмах, таких як "Польовий шпиталь (1970), «Скажи меня, що кохаєшь мене, Джулі Мун» (1970), «Легенда про ніґґер Чарлі» (1972), «Чорний Цезар» (1973), «Босс Ніґґер» (1975) та інші.
Протягом середини-кінця 1980-х — початку 1990-х років Вільямсон часто з'являвся на телебаченні. У середині 1990-х, Фред знявся з Джорджем Клуні та Квентіном Тарантіно у культовому фільмі Роберта Родрігеса «Від заходу до світанку» (1996). Крім того, він знімався у фільмі «Цей клятий бронепоїзд!» (1978), який згодом надихне Квентіна Тарантіно на «Безславних виродків» (2009) .

### Режисер та продюсер
Першим спродюсованим фільмом Вільямсона став «Босс Ніґґер» (1975), в якому він також знявся в головній ролі. Його другим фільмом як продюсера був фільм «Злий Джонні Берроуз» (1976). Як й історія про Рембо, це була історія про розлюченого ветерана В'єтнамської війни. Також Вільямсон зрежисував понад 20 стрічок. У середині 1970-х Вільямсон переїхав до Риму, Італія, і створив власну компанію Po 'Boy Productions, яка випустила стрічки ы «Прощавай аміго» (1976) та «Смертельна подорож» (1976). Обидва були зрежисовані Вільямсоном, де він також зіграв головні ролі. Останні його роботи виходили безпосередньо на відео, але незважаючи на це, Фред продовжує активно знімати.

## Особисте життя
Вільямсон був одружений двічі. Його перший шлюб з Джинетт Лавондой тримався з 1960 по 1967 рік. З 1988 року Фред одружений з Ліндою Вільямсон. У Вільямсона принаймні троє дітей, але деякі джерела стверджують, що він має шестеро дітей. Вільямсон має чорні пояси з кемпо, шотокану та тхеквондо. З 1997 року Вільямсон живе у Палм-Спрингс, штат Каліфорнія.
На президентських виборах у США 2016 року, Фред підтримав Дональда Трампа. У червні 2020 року, The Daily Beast повідомив, що Вільямсон нібито заліцявся до помічника дизайнера костюмів, звинувативши його у харасменті. Він заперечив ці звинувачення.

## Вибрана фільмографія
- Зоряний шлях: Оригінальний серіал (1969) епізод «The Cloud Minders»
- Польовий шпиталь (1970)
- Скажи мені, що ти любиш мене, Джуні Мун (1970)
- Легенда про ніггер Чарлі (1972)
- Хаммер (1972)
- Чорний Цезар (1973)
- Людина на ім'я Болт (1973)
- Чортівня у Гарлемі (1973)
- Три важки шляхи (1974)
- Босс Ніггер (1975)
- Проїдься (1975)
- Злий Джонні Берроуз (1976)
- Прощавай Аміго (1976)
- Смертельна подорож (1976)
- Цей клятий бронепоїзд! (1978)
- Карателі (1982)
- «Один вниз, два вперед» (1982)
- Нові варвари (1983)
- Справжні гангстери (1996)
- Від заходу до світанку (1996)
- Ветерани Іноземних Війн (2020)